# Italia 2 TV
Italia 2 TV è una emittente televisiva nata nel 1977, di proprietà della FIN. A. S.r.l., che trasmette da Sant'Arsenio, dove ha sede in via Fosso del Mulino. Trasmette in Campania, Basilicata ed in parte della Calabria.